# Axel Wennerholm
Hugo Axel Christian Wennerholm, född 18 april 1929 i Stockholm, död där 30 november 2006,  var en svensk kommunalpolitiker (moderaterna).
Wennerholm, som var son till byråchef Axel Wennerholm och Signy Adamsen, blev juris kandidat vid Stockholms högskola 1955. Han var sekreterare i Stockholms köpmannaförbund 1957–1960, verkställande direktör där 1961–1964, i Sveriges färghandlares riksförbund 1965–1994. Han var ledamot av Marknadsdomstolen 1975–1993. Han var ledamot av Stockholms kommunfullmäktige 1979–2002, förste vice ordförande där 1982–1988 och 1994–1997, ordförande 1998–2002, ledamot av kommunstyrelsen, ordförande 1994, ordförande i Stockholms auktionsverk 1992–1993, vice ordförande i kulturnämnden, Stockholms stadsteater 1988–1994, styrelseledamot i Operan 1992–1994 samt ledamot av Sveriges riksdag 1982–1984 (ersättare) och 1985.